# Pérola de Grande Valor
Pérola de grande valor é um dos escritos que compôe o cânon da igreja SUD juntamente com a Bíblia e o Livro de Mórmon.
Introdução do Livro:
A Pérola de Grande Valor é uma coletânea de escritos seletos que tratam de muitos aspectos significativos da fé e doutrina de A Igreja de Jesus Cristo dos Santos dos Últimos Dias. Esses materiais foram traduzidos pelo profeta Joseph Smith quando esteve cara a cara com um mercador egípcio comprou o livro traduziu e publicou na Igreja da época.
A primeira coletânea de materiais que apareceu com o título de Pérola de Grande Valor foi estudada em 1851 pelo Élder Franklin D. Richards, na época membro do Conselho dos Doze e presidente da Missão Britânica. Seu propósito era tornar mais acessíveis alguns artigos importantes que haviam tido circulação limitada na época de Joseph Smith. Com o aumento do número de membros da Igreja na Europa e nos Estados Unidos da América, houve necessidade de se colocar esses escritos ao alcance de todos. A Pérola de Grande Valor começou a ser amplamente usada e, mais tarde, tornou-se uma das obras-padrão da Igreja por determinação da Primeira Presidência e da conferência geral realizada em Salt Lake City no dia 10 de outubro de 1880.
No Livro pérola de grande valor contém os escritos dos profetas do antigo testamento Moisés e Abraão .
Segue-se uma breve introdução ao conteúdo atual:
- Seleções do Livro de Moisés. Extrato do livro de Gênesis da tradução da Bíblia feita por Joseph Smith, que ele iniciou em junho de 1830 [History of the Church (História da Igreja) 1:98–101, 131–139].
- Livro de Abraão Tradução de alguns papiros egípcios que chegaram às mãos de Joseph Smith em 1835 e que continham escritos do patriarca Abraão. A tradução foi publicada em partes seqüenciais no periódico Times and Seasons, a partir de 1º de março de 1842, em Nauvoo, Estado de Illinois. A autenticidade da tradução gerava controvérsia desde os 1850s. Em 2014, a Igreja admitiu que "nenhum dos caracteres nos fragmentos de papiro mencionou o nome de Abraão, ou qualquer um dos eventos registrados no livro de Abraão".[1]
- Joseph Smith - Mateus Trecho do testemunho de Mateus da tradução da Bíblia feita por Joseph Smith (Ver Doutrina e Convênios 45:60–61, onde aparece a ordem divina de começar a tradução do Novo Testamento).
- Joseph Smith - História Trechos do testemunho e da história oficial de Joseph Smith, preparados por ele em 1838 e publicados em partes seqüenciais no periódico Times and Seasons em Nauvoo, Estado de Illinois, a partir de 15 de março de 1842 (History of the Church 1:1–44)
- Regras de Fé de A Igreja de Jesus Cristo dos Santos dos Últimos Dias. Declaração de Joseph Smith, publicada no periódico Times and Seasons em 1º de março de 1842 junto com uma breve história da Igreja, que se tornou conhecida popularmente como a Carta Wentworth (History of the Church 4:535–541)

Fonte: http://scriptures.lds.org/pt/pgp/introduction copyright livre para visualização on-line.